# Morton-Block
Der Morton-Block ist ein Terran der Minnesota River Valley Subprovince in den Vereinigten Staaten. Seine Gesteine reichen bis ins Paläoarchaikum zurück.

## Etymologie
Der Morton-Block, Englisch Morton block, ist nach der im Minnesota River Valley gelegenen Ortschaft Morton benannt. Morton ist ein britischer Orts- und Familienname, der sich aus den altenglischen Wörtern mōr „Moor, Marsch“ und  tūn  „Ansiedlung“ ableitet. Morton hat somit die Bedeutung „Ansiedlung am Moor“.

## Geographie

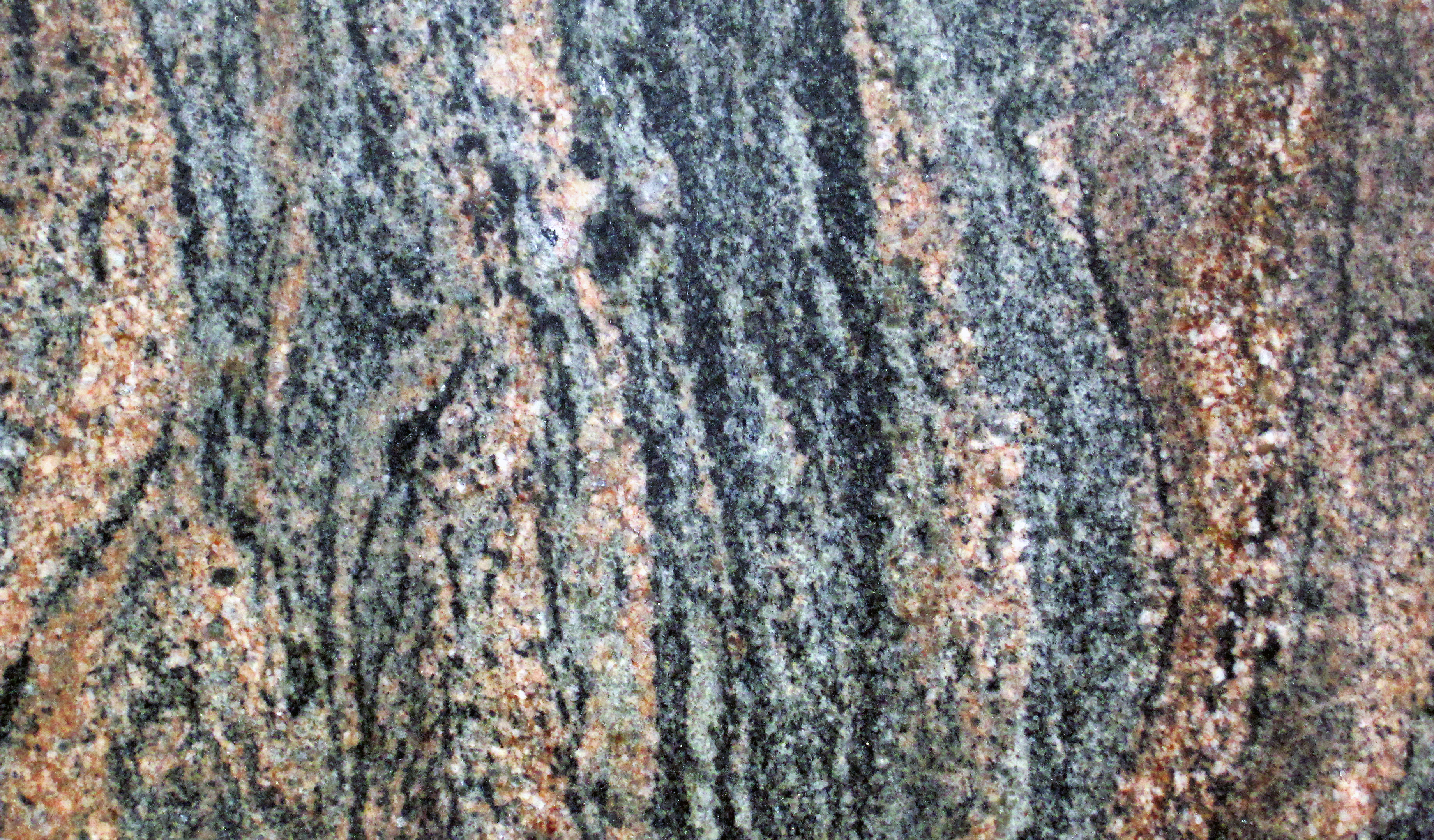
Der paläoarchaische Morton-Gneis ist ein Migmatit und bildet das im Morton-Block am häufigsten vorkommende Gestein

Zusammen mit drei anderen Terranen gehört der Morton-Block der bis ins Paläoarchaikum zurückreichenden Minnesota River Valley Subprovince an. 
Der Morton-Block grenzt im Norden an den Montevideo-Block, von dem er durch die Yellow Medicine Shear Zone (abgekürzt YMSZ) abgetrennt wird. Die sinistrale (linksverschiebende) Scherzone verläuft unmittelbar südlich von Granite Falls Ostnordost. Eingekeilt zwischen die Yellow Medicine Shear Zone und dem eigentlichen Morton-Block findet sich der Taunton Belt – ein neoarchaischer, metamorphosierter Grünsteingürtel, der aus eisenreichem Tholeiit, Diabas, Gabbro, Peridotit, Bändereisenerz und aluminiumreichem Metasediment aufgebaut wird. Der Metamorphosegrad erreichte Grünschieferfazies bis untere Amphibolitfazies.
Der Montevideo-Block wird sodann weiter gegen Norden vom Nordost-streichenden Appleton Geophysical Lineament (oder auch Appleton Shear Zone – ASZ) gegen den Benson-Block abgetrennt. Die Nordbegrenzung des Benson-Blocks bildet die Great Lakes Tectonic Zone (GLTZ), an der die Wawa Subprovince des Superior Cratons erreicht wird.
Südlich vom Morton-Block schließt sich der Jeffers-Block an, welcher von zwei Loben des paläoproterozoischen, rund 1700 Millionen Jahre alten Sioux Quartzites abgedeckt wird. Der Jeffers-Block wird vom Morton-Block durch das Brown County Lineament (BCL) abgegrenzt. Auch der Morton-Block berührt im Südwesten den Sioux Quartzite, dehnt sich aber noch weiter nach Westen bis an die Staatsgrenze von South Dakota hin aus. Im Osten stößt der Block jedoch an Gesteine, die von der Penokean Orogeny (1860 bis 1830 Millionen Jahre) betroffen wurden. Nur wenig weiter im Osten erscheinen dann bereits zum Midcontinent Rift System zählende, rund 1100 Millionen Jahre alte Gesteine. Der Jeffers-Block grenzt dann im Süden seinerseits mittels der Nordost-streichenden Spirit Lake Tectonic Zone (SLTZ) bereits an das wesentlich jüngere (zirka 1750 Millionen Jahre alte) Yavapai-Terran.
Die Gesteine des Morton-Blocks stehen vorwiegend im Tal und an den Hängen des Minnesota Rivers an. Außerhalb der Flusstalung wird die eingeebnete Plateaulandschaft des Morton-Blocks von einer dünnen Regolithhaut, flach liegenden Sedimenten der Oberkreide  und Geschiebemergeln der letzten Vereisung abgedeckt. Das polymetamorphe Grundgebirge kann hier nur mittels Aeromagnetik, Schweremessungen und Bohrungen erkundet werden.
Gesteine des Morton-Blocks sind im Untergrund des Nicollet-, Renville- und Sibley Countys östlich des Minnesota Rivers anstehend. Westlich des Flusses erscheinen sie im Redwood County. Ihr Aufschlussgebiet reicht von Renville im Norden bis knapp Sleepy Eye im Süden sowie bis Marshall im Südwesten. 

## Petrologie

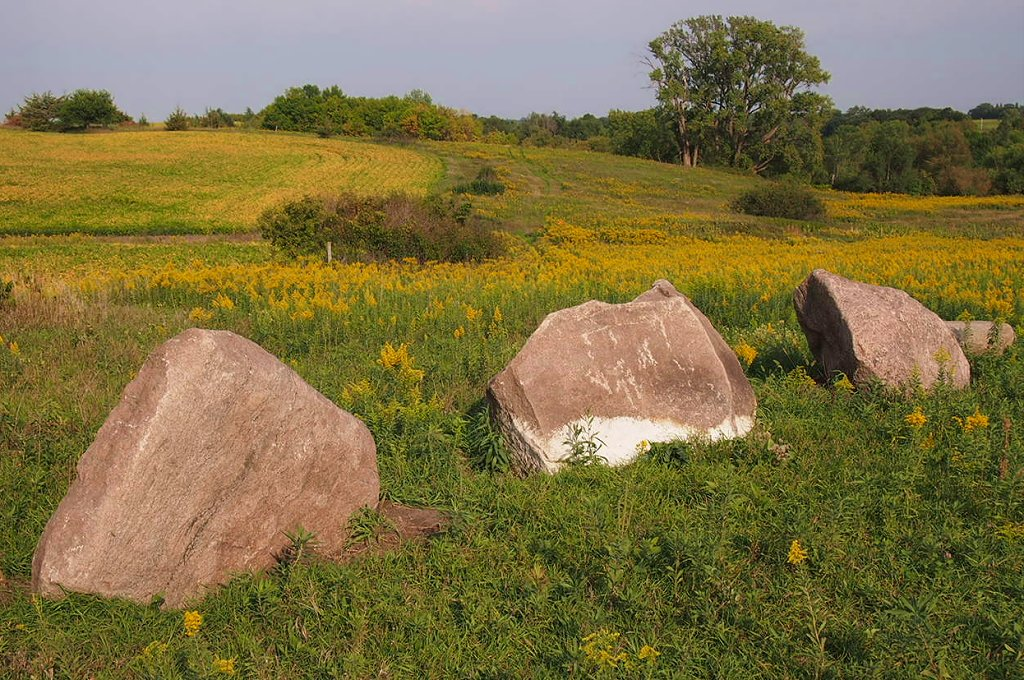
Blöcke aus Sacred Heart Granite markieren das Schlachtfeld von 1862 am Wood Lake südöstlich von Granite Falls

Häufigstes Gestein im Morton-Block ist eindeutig der Morton-Gneis. Dieser migmatitische Orthogneis wird mit bis zu 3524 ± 9 Millionen Jahre BP ins Paläoarchaikum datiert und steht mit seinen klassischen Vorkommen um Morton im Tal des Minnesota Rivers an. Darüber hinaus unterlagert er als Grundgebirge einen Großteil des Morton-Blocks. Auf der geologischen Karte wird er als Am dargestellt. 
Intrusiv in den Orthogneis eingelagert ist der Sacred Heart Granite (Ags), der mit 2605 ± 6 Millionen Jahre dem Neoarchaikum zugeordnet wurde. Der Sacred Heart Granite ist ein biotithaltiger, mittelkörniger pinkfarbener bis grauer und rötlicher Granit. Er tritt gewöhnlich massiv auf, kann aber im Übergangsbereich zu den Gneisen foliiert und gneisartig wirken. Modal enthält er rund 40 Volumenprozent Alkalifeldspat, 30 Volumenprozent Oligoklas, 25 Volumenprozent Quarz und etwas Biotit.
An der Südgrenze des Morton-Blocks ist der Fort Ridgely Granite aufgedrungen. Er konnte mit 2600,00 ± 0,48 Millionen Jahren datiert werden. Er ist nicht nur petrologisch, sondern auch altersmäßig dem Sacred Heart Granite sehr ähnlich. Auch er ist pinkfarben bis grau, ist jedoch stärker porphyrisch ausgebildet. Er ist modal reicher an Alkalifeldspat, enthält dafür aber weniger an Oligoklas. Insgesamt nähert er sich einem Leukogranit.
Zwei weitere, relativ größere Intrusiva bestehen aus Biotit-Hornblende-Granit, inklusive Monzogranit und Monzodiorit (Phg). Der Monzodiorit ist dem Reformatory Granite bei St. Cloud sehr ähnlich und wurde mit 1792 ± 31 Millionen Jahre BP datiert.
Eine größere Anzahl von Schloten (engl. plugs) und Stöcken ist vor allem im Süden des Blocks eingedrungen (Pgp). Sie bestehen aus Gabbro, Pyroxenit, Hornblendegabbro und Hornblendediorit und können in ihrer Zusammensetzung zoniert sein und neben den dunklen Anteilen auch etwas an Granodiorit führen. Hierzu gehört der Cedar Mountain Complex südlich von Franklin, der auf ein Alter von 1750 Millionen Jahre BP datiert werden konnte, mittlerweile jedoch als Franklin Peridotite der Zeitspanne 1790 bis 1780 Millionen Jahre BP zugeordnet wird.
Die letzte intrusive Phase im Morton-Block bestand aus vier Generationen von Ganggesteinen. Sämtliche Diabasgänge manifestieren ein umgekehrtes Magnetfeld. Die Gangschar 1 (Pd1) sind eisenreiche Tholeiite bei Franklin. Ihre Streichrichtung beträgt N 070 bis N 110. Die Gangschar 2 (Pd2) streicht N 125 bis N 140, die Gangschar 3 (Pd3) N 075 bis N 085 und die Gangschar 6 (Pd6) N 170 bis N 180. Diese vier Gangscharen sind noch undatiert, sie reichen aber womöglich bis auf 1775 Millionen Jahre BP ins Paläoproterozoikum herab und sind wahrscheinlich mit den Ultramafiten um Franklin zu korrelieren.

## Geodynamik
Im Verlauf des Paläo- und Mesoarchaikums erfuhr der Morton-Block eine lange und komplizierte Entwicklungsgeschichte. Prinzipielles Ergebnis wiederholter magmatischer Ereignisse und einhergehender Deformationen war der Morton-Gneis – ein Orthogneis-Komplex, dessen verschiedene lithologische Komponenten in der Zeitspanne 3524 bis 3080 Millionen Jahre BP herangereift waren. Wichtig ist hierbei die Feststellung, dass alte und komplex aufgebaute Gneise wie der Morton-Gneis mit Sicherheit ein Amalgam mehrerer Gesteinstypen darstellen, welches durch mehrfache intrusive Ereignisse tektonisch durchmischt wurde.
Die geochemische Zusammensetzung des Orthogneises ist im Wesentlichen granodioritischer bzw. TTG-Natur.
Nach der Erstkristallisation vor 3524 Millionen Jahren war es noch zu weiteren Zirkonwachstumsphasen gekommen, die jeweils geodynamischen Ereignissen zuzuordnen sind. Diese Phasen liegen bei 3440 Millionen Jahre BP, eine Granodiorit-Intrusion bei 3385 ± 8 Millionen Jahre BP zusammen mit einer Tonalit-Granodiorit-Intrusion bei 3377 ± 17 Millionen Jahre BP – gefolgt von einem metamorphen Ereignis zwischen 3350 und 3300 Millionen Jahre BP – und sodann einer mafischen Intrusion bei 3141 ± 2 Millionen Jahre BP sowie einem finalen Ereignis bei 3080 Millionen Jahre BP. Der Orthogneis-Komplex des Morton-Gneises dürfte somit bereits vor rund 3000 Millionen Jahren in seiner wesentlichen Entwicklung abgeschlossen gewesen sein. 
Diese chronologische Komplexität spiegelt sich in dem äußerst vielfältigen lithologischen Erscheinungsbild des Morton-Gneises wider, welcher neben mafischen Inklusionen und Zwischenlagen in fünf leukokrate Gesteinstypen unterteilt werden kann: Biotit-Trondhjemitgneis (28,6 %), massiger Tonalit- bis Granodioritgneis (28,6 %), lagiger Tonalit- bis Granodioritgneis (28,6 %), foliierter pegmatitischer Gneis (4 %) und Biotit-Granitgneis (10 %).
Die geodynamische Entwicklung des Morton-Blocks kulminierte nach einem Hiatus von rund 400 Millionen Jahren in einer Hochdruckmetamorphose bei rund 2619 bis 2606 ± 4 Millionen Jahre BP (erkennbar an Zirkonüberwachsungen) und mit dem Aufdringen des relativ schwach deformierten Sacred Heart Granites bei 2604 Millionen Jahren. Beide Ereignisse sind sehr wahrscheinlich miteinander verknüpft und dokumentieren zusammen das effektive Ende der neoarchaischen Konvergenztektonik – d. h. das Andocken der einzelnen Krustenblöcke untereinander sowie insgesamt ihre Anlagerung an den Superior Craton im Norden. Um 2600 Millionen Jahre BP war somit im Morton-Block die fundamentale Krustenarchitektur bereits fest etabliert.
Ein weiteres, nur geringfügig jüngeres Alter für den Sacred Heart Granite ist 2603 ± 1 Millionen Jahre. Noch etwas jünger  – mit 2592 ± 1 Millionen Jahre BP – ist ein Alkalisyenit aus dem Sacred Heart-Komplex. Ein Aplitgang des Vicksburg-Tonalitgneises erbrachte 2590 ± 1 Millionen Jahre. Der Adamellite 2 ergab 2600 ± 0,4 Millionen Jahre. All diese Ereignisse um 2600 Millionen Jahre BP werden jetzt der Sacred Heart Orogeny zugeordnet, welche in Minnesota an Stelle der Algoman Orogeny (bzw. Kenoran Orogeny in Kanada) rückt.
Rund 2600 Millionen Jahre alte, aluminiumreiche Paragneise stehen am Minnesota River bei Delhi (rund 10 Kilometer nordwestlich von Morton) an. Sie enthalten neben Biotit, Quarz und Feldspat Cordierit, Anthophyllit und Granat. Die Zusammensetzung einzelner Lagen im Paragneis deutet auf einen gewöhnlichen detritischen Protolithen hin, dennoch kann ein anatektischer Restit nicht ausgeschlossen werden (der Restit war – nach Abfuhr der Schmelzphase – möglicherweise durch das partielle Aufschmelzen eines vorangegangenen, sauren Vulkangesteins oder Sedimentgesteins zurückgeblieben). Zirkone im Paragneis liefern 3520 bis 3150 Millionen Jahre alte Kerne und rund 2600 Millionen Jahre alte, epitaxische Aufwachsungen. Die Zirkondaten verweisen auf einen sedimentären Ursprung des Paragneises mit Protolithen im mesoarchaischen Orthogneis. Auch in ihm ist die hochgradige Metamorphose um 2600 Millionen Jahre BP dokumentiert. Demzufolge ist unterhalb des Paragneises eine Diskordanz zu erwarten, die aber bisher im Feld noch nicht entdeckt wurde.
Der Taunton Belt wurde bisher noch nicht datiert, ist aber sehr wahrscheinlich wie der durchaus vergleichbare, im Montevideo-Block gelegene, 2540 bis 2520 Millionen Jahre alte St. Leo Belt von ausgehendem neoarchaischen Alter.
Als jüngstes datiertes Gestein im Morton-Block registriert ein großer Gang aus tholeiitischem Diabas bei Franklin, der 2067 ± 0,7 Millionen Jahre BP ergab. Er ist somit rein altersmäßig mit den Kenora-Kabetogama-Diabasgängen im Superior Craton vergleichbar.
Die abschließenden vier Gangintrusionsphasen reichen sehr wahrscheinlich bis auf 1780/1775 Millionen Jahre BP herab und zeigen wie der 1792 bis 1772 Millionen Jahre alte East-Central Minnesota Batholith (ECMB) Affinitäten zum Yavapai-Terran. Die Gänge verdanken ihren Ursprung einer Periode sehr intensiver Krustenerwärmung und daraus resultierendem Magmatismus, der die gesamte Minnesota River Valley Subprovince im frühen bis mittleren Geon 17 ergriffen hatte.
Im selben Zeitraum wurden außerdem zahlreiche Schlote und kleine Plutone intrudiert. Ihre geochemische Zusammensetzung variiert von Peridotiten bis hin zu Graniten. Die Intrusionskörper stellen womöglich satellitäre Ausläufer von Gesteinstypen des East-Central Minnesota Batholith dar. Am häufigsten finden sie sich am Ost- und am Südrand der MRV – und somit auch im Morton-Block. Auffallend ist ihre Nähe zum tektonischen Frontverlauf des Penokeans und zum Yavapai-Terran.

## Zusammenschau
Der Morton-Block als Teil der Minnesota River Valley Subprovince (MRV) ist ein im Wesentlichen kontinentales Krustenfragment des Mesoarchaikums. Vor rund 2600 Millionen Jahren wurde es im Neoarchaikum innerhalb des MRVs mit dem Südrand des Superior Cratons verschweißt. Die Anlagerung induzierte eine weitreichende Regionalmetamorphose, es kam zu einer örtlichen Anatexis und schließlich zum Aufdringen zahlreicher granitischer Plutone.
Während des Neoarchaikums bildeten sich im Verlauf des Andockungsprozesses im MRV interne Scherzonen heraus, welche die einzelnen Blöcke jetzt voneinander trennen.
Im Paläoproterozoikum verhielt sich der Morton-Block wie die restliche MRV als tektonisch rigider Abschnitt des Kratonvorlandes – im Gegensatz zu den Akkretionsvorgängen der Penokean Orogeny im Geon 18 (im Osten – um 1800 Millionen Jahre BP), des Yavapai-Terrans im Geon 17 (im Südosten – um 1700 Millionen Jahre BP) und des Mazatzal-Terrans im Geon 16 (noch weiter im Süden – um 1600 Millionen Jahre BP). Als rigide Plattform wurde der Block von Krustendehnung erfasst und erlebte im Zusammenhang mit der Ozeanöffnung im Vorfeld der Penokean Orogeny gegen 2070 Millionen Jahre das Eindringen mafischer Gänge. Als Antwort auf die paläoproterozoische Dehnung, gefolgt von Kompression aus Süden und Südosten, wurden die meisten Scherzonen im Zeitraum 2000 bis 1750 Millionen Jahre BP reaktiviert. Die Reaktivierung betraf im Morton-Block vor allem die Yellow Medicine Shear Zone.
Transtensionale Spannungen, die aus der Ausdehnungsphase des Mazatzal-Orogens herrührten, bewirkten im Morton-Block differenzierte Krustensubsidenz südlich der Yellow Medicine Shear Zone. Es entstanden gestaffelte Einbruchsbecken, in die sich überreife klastische Sedimente – Vorläufer des Sioux Quartzites – ablagern konnten. Der Sioux Quartzite selbst wurde in einem sehr langen Zeitintervall von rund 1730 bis noch um 1280 Millionen Jahre abgesetzt, verfestigt und hydrothermal verändert.